# Catalpa bungei
Catalpa bungei C.A.Mey., la catalpa di Bunge, è una specie di catalpa originaria della Cina.
L'epiteto specifico è stato dato in onore del botanico Alexander Bunge, che collezionò per primo gli esemplari che Carl Anton von Meyer descrisse più tardi.
I fiori sono disposti in corimbi e sono punteggiati di rosa.